# Erechthias thraumatias
Erechthias thraumatias är en fjärilsart som beskrevs av Edward Meyrick 1916. Erechthias thraumatias ingår i släktet Erechthias och familjen äkta malar. Inga underarter finns listade i Catalogue of Life.